# Los Villares de Soria
Los Villares de Soria település Spanyolországban, Soria tartományban. Los Villares de Soria Ausejo de la Sierra, Aldealseñor, Cirujales del Río, Almajano, Renieblas, Fuentelsaz de Soria és Almarza községekkel határos. Lakosainak száma 75 fő (2024).

## Népesség
A település népessége az elmúlt években az alábbi módon változott:
| Lakosok száma | 121  | 117  | 98   | 95   | 99   | 92   | 86   | 88   | 78   | 75   |
|               | 2001 | 2004 | 2007 | 2009 | 2012 | 2014 | 2017 | 2019 | 2022 | 2024 |